# Porta Orientale (medievale)
Porta Orientale era una delle porte maggiori poste sul tracciato medievale delle mura di Milano.

## Storia
Secondo le cronache seicentesche, un certo Pietro Antonio Lovato, dopo aver abbandonato l'esercito dei Lanzichenecchi, entrò a Milano per questa porta con vestiti ed averi infetti dalla peste: da questi si sarebbe diffusa la terribile epidemia del 1630 nella città ambrosiana.
Da questa porta inoltre Renzo Tramaglino compie il suo ingresso a Milano e la sua fuga verso Bergamo nei Promessi sposi.

## Note

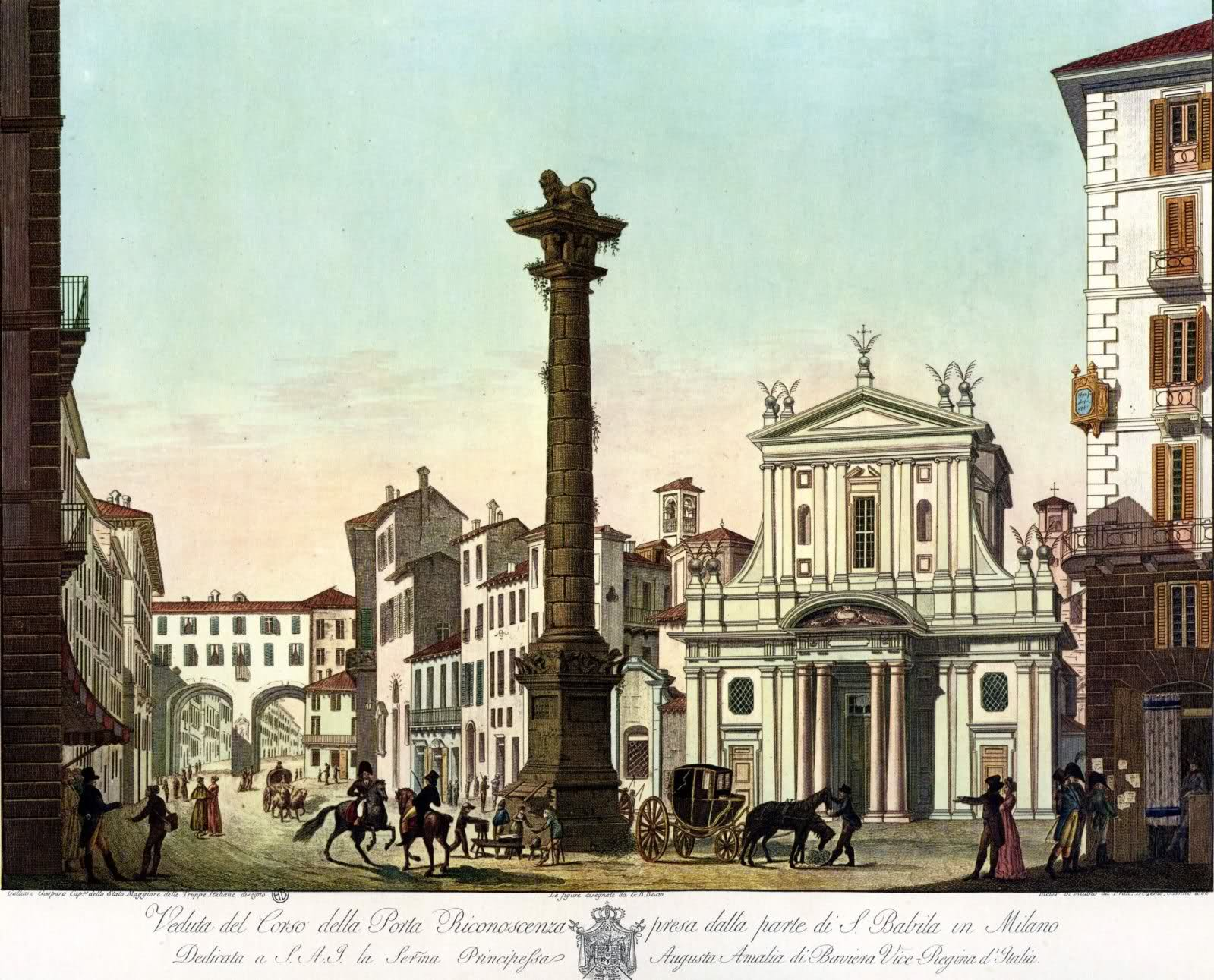
Porta Orientale vista da largo San Babila.